# Sloan's Crossing Pond Walk
Le Sloan's Crossing Pond Walk est un sentier de randonnée du comté d'Edmonson, dans le Kentucky, aux États-Unis. Protégée au sein du parc national de Mammoth Cave, cette boucle de 0,4 mille fait le tour d'un étang appelé Sloan's Crossing Pond. Elle comprend l'une des trois promenades en planches au sein de l'aire protégée.